# 愛

愛心，源自西方，現代最常用來代表愛的象徵

羅密歐與朱麗葉，弗蘭克·迪克西

愛，通常多見於人和動物，是指对一个人或某物的一种强烈的情感和依恋，衍生自親人之間的強烈關愛、忠誠及善意的情感與心理狀態，如母愛。愛是包含一系列强烈和积极的情感和精神状态。古代地中海人认为和宇宙的和谐有关。愛有正面和負面的之分，其美德代表最崇高的美德或好习惯，最深的人际关系，到最简单的愉快，是“對他人利益的無私忠誠和仁慈的關懷”。愛的負面則代表人的道德缺陷，類似於虛榮、自私、和自負。愛可能會導致人們陷入一種躁狂症、強迫症或互累症。 愛这种情感和依恋驱使那些有这种感觉的人寻求与爱的对象在身体上、智力上甚至想象上的接近。
爱亦可為衍生自性欲與情感上的吸引力，例如情人之間的情愛與溫柔。此外，亦可能為衍生自尊敬與欽佩之情，例如朋友之間彼此重視與欣賞。同時，愛被認為是一種神奇的力量。
「愛」字在中文裡有著許多解釋，從「某種事物給予人滿足」（喜欢，如「我愛吃这些食物」）到「為了愛某些東西而願意犧牲」（如愛國心、對偶結合）。愛可以用來形容愛慕的強烈情感、情緒或情緒狀態。在日常生活裡，愛通常指人際間的愛。可能因為愛為情感之首位，所以它是美術中普遍的主題。
愛最佳的定義可能是主動心動，以真心對待某個生命體或物體（可以是人、動物 、物品、神明），使其整體得到快樂。簡而言之，愛即主動使整體得到快樂。
雖然世界各民族間的文化差異使得一個普世的愛的定義難以道明，但並非不可能成立（沙皮亚-沃尔福假设）。愛可以包括靈魂或心靈上的愛、對法律與組織的愛、對自己的愛、對食物的愛、對金錢的愛、對學習的愛、對權力的愛、對名譽的愛、對他人的愛等，數之不盡。不同人對其所接受的愛有著不同的重視程度。愛本質上是一個抽象概念，可以體驗但卻難以用言語或文字来表達。

## 科學模型

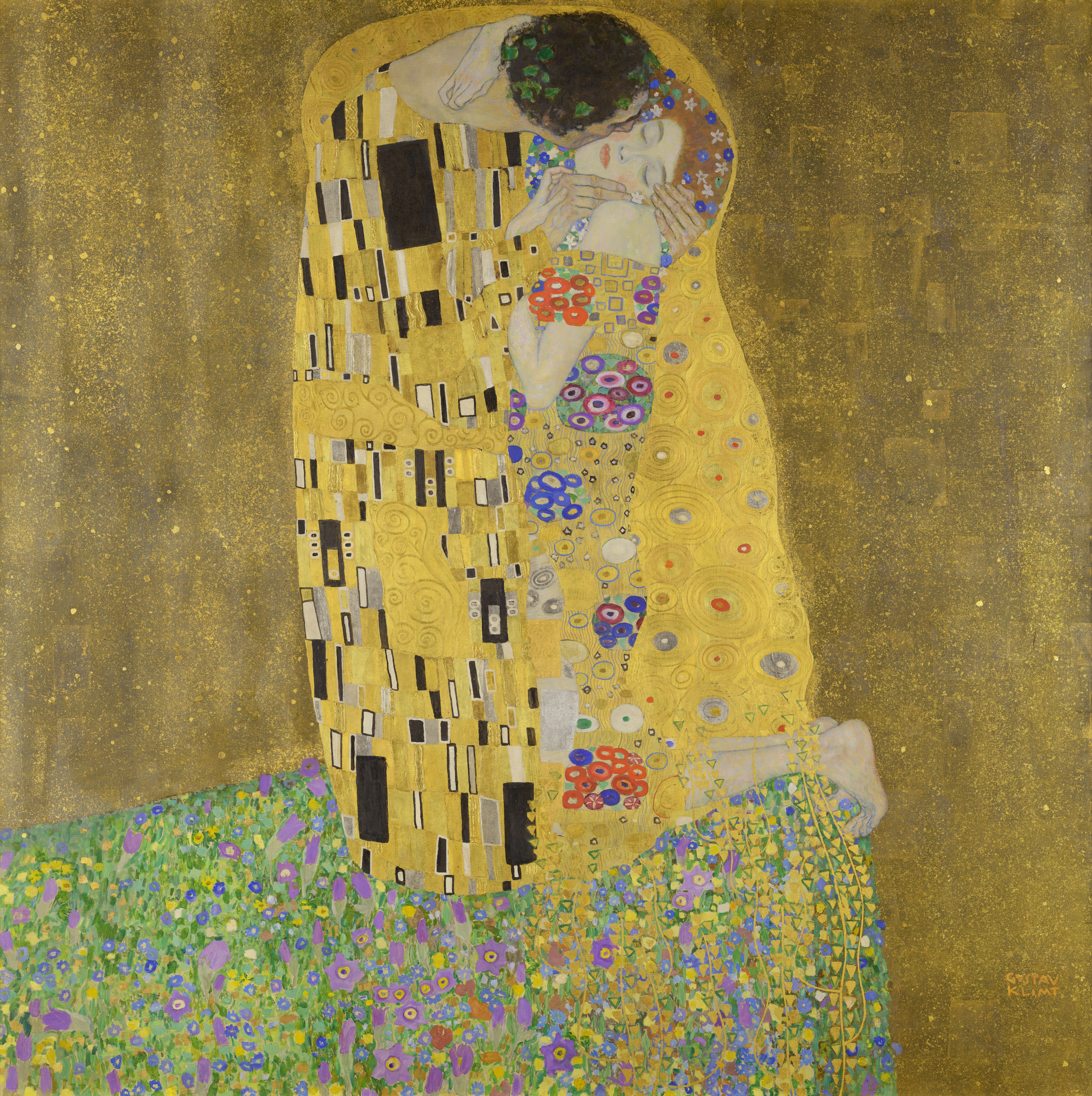
《吻》，古斯塔夫·克林姆所畫

生理學上愛是哺乳類動物的意慾表現，就如飢餓或口渴。心理學上愛是社交與文化的表現。
其兩者皆有可能是正確的－愛肯定是受到荷爾蒙（如催產素）與外激素影響而產生的表現，但同時人們對愛的想法與行為亦受到其對愛的信念影響。

### 吸引與依附

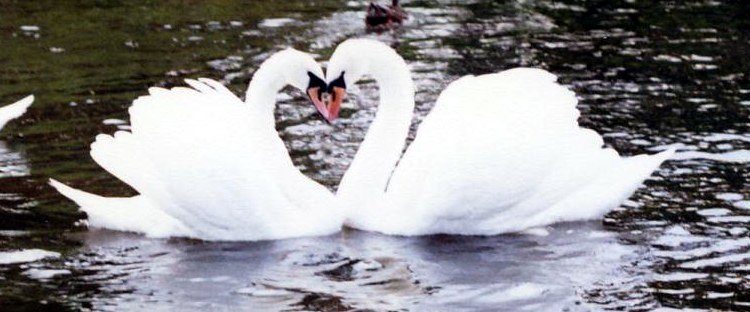
由天鵝組成的愛心，很多人視這為兩人相愛的象徵

生物學觀點普遍認為愛有兩種主要意慾，性魅力與依附。成人間的依附被假設為共同協作以孕育下一代，並讓其依附其父母。
2006年2月，該期的國家地理雜誌的封面文章《愛：化學反應》討論了愛與化學反應的關係。其作者史雷特解釋了部份關於此領域的研究，部份重點為：
- 化學觸發反應可以表示為熱烈的愛，長期的依附的愛則要雙方互相參與而非只是單人參與。
- 沉醉在愛河時的血清素效應（serotonin effects）擁有與強迫觀念-強迫行為症相似的化學表現（這解釋了為何沉醉在愛河的人無法想到其他人）。因此亦有人主張若患有強迫觀念-強迫行為症的精神病人服食血清素再回收抑制劑或其他抗抑鬱藥，其墮入愛河的能力會被阻礙。舉例：

|                | 我知道一對夫婦在離婚邊緣，那位妻子在服食抗抑鬱劑。但當其停止服食後，其能再次享受性高潮，感到其對丈夫的性魅力得到更新，而其夫婦兩人亦再次與對方相愛。 |
| ——Helen Fisher | |

- 當剛開始時期的熱愛消失後，便會轉為長期依附的愛，這是因為催產素等化學物的影響。按摩與做愛可以起到幫助觸發催產素的作用。

### 友愛與熱愛
傳統心理學的觀點認為愛是由友愛與熱愛組成。熱愛是強烈的渴望，通常伴隨著生理激起（呼吸急促、心跳加速，如墮入愛河）。友愛是由緊密的行為而引起的愛慕與感覺，但不伴隨著生理激起（如君子之交）。

### 愛情三因論
在1986年，心理學家羅伯特·史坦伯格在《心理評論》（Psychological Review （Vol. 93, No.2, 119-135））發表「愛情三因論」，對愛作出幾何學的假設。根據愛情三角理論，愛由三部份組成：
1. 「親密」——包括了強烈關心感、緊密感、約束感與聯絡意識。
2. 「激情」——包括了驅使人戀愛、互相吸引、進行性行為的動力。
3. 「承諾」——包括了短期上願意與對方相處，以及長期的愛的維繫。

對其他人的愛的程度主要是看這些組成部件的絕對強度；而對別人的愛的種類則是看這些組成部件的相對強度。這三個組成部件可當為三角形，互相影響，使得愛出現很多不同類別。三角形的大小代愛的程度，越大代表越愛對方。而三角形的形狀則代表愛的種類，普遍分為「激情階段」（三角形傾向右方）、「親密階段」（正常三角形）、「承諾階段」（三角形傾向左方）。這三個元素可以構出七種不同的愛的組合：
|          | 親密 | 激情 | 承諾 |
| 友誼     | o    |      |      |
| 熱戀     |      | o    |      |
| 虛假的愛 |      |      | o    |
| 浪漫     | o    | o    |      |
| 友誼的愛 | o    |      | o    |
| 沉醉     |      | o    | o    |
| 圓熟之愛 | o    | o    | o    |

### 愛的風格
蘇珊與克萊德根據李約翰的理論開發了愛的態度指標，稱為愛的風格。其將人際關係分為六個基本類別：
- 情慾之愛——基於對方的外表而產生的熱愛。
- 遊戲之愛——愛就如遊戲，充滿樂趣，通常不重視承諾而著重征服對方。
- 友誼之愛——緩慢發展的重情義的愛，基於雙方互相尊重與友善。
- 現實之愛——傾向選取可以幫助自己的朋友，使雙方皆可由此得益。
- 依附之愛——重情緒的愛，不穩定，是由浪漫之愛衰退而成，充滿妒忌與爭執。
- 利他之愛——完全無私的愛，可不惜傷害自己或捨棄任何東西。重視神交。現代多半喜歡稱呼這種愛為「真愛」。

兩位漢迪斯認為男人會漸漸趨向遊戲之愛與依附之愛，反之女人則會漸漸趨向友誼之愛與現實之愛。而兩者之間的關係若是具有相類的愛可維持得更為長久。

### 愛的階段
費雪提議愛有三種主要的狀態：情慾、吸引、依附。愛通常會由情慾狀態開始，主要著重激情而忽略其他元素。此階段最基本的推動力是基本性本能、如外表、氣味與其他相似的因素是選取伙伴的主要因素。然而隨著時間的流逝，其他元素可能會增多而激情則減少，但這卻是每個人皆不同。在吸引階段，人們會將注意力集中在其對對方的影響上，而此時忠誠最為重要。
與此相似，當一個人長時間被愛，其將會與其伙伴發展出依附的關係。一段时间后，激情消失，愛會由熱愛轉向友愛，或由浪漫之愛轉向好感。

《神聖的愛對比肉體的愛》，由巴里歐列所繪

## 文化觀點

### 中華文化
字形演變：用於表示詞語｛愛｝的漢字最早見於戰國文字，寫作「㤅」，以「心」為義符，「旡」為聲符。受「慶」等字類化影響，下方添加了無實際意義的「夊」作「𢙴」。隸變後上方的「㤅」與「受」字的上半部分混同，寫作「愛」。而中下方又在行書中粘合為「犮」或「友」，遂為俗字和簡化字「爱」所本。
現代漢語與中華文化裡，少數的詞彙被用作描繪愛的概念：
- 「愛」這個字可用作動詞，如「我愛你」，或名詞，如「愛情」。

- 「戀」這個字並不會作單詞用，通常會與其他字組合，如「戀愛」和「戀人」。

- 「情」這個字通常解作感覺或情緒，通常指代為愛，而其可與其他字組合為相愛的意思，如「愛情」、「感情」、「情人」。
- 性相关联的事。

在儒家學說裡，戀是純愛之意。戀為所有人追求的東西，為道德生活的反映，儒家多用「仁」來表達對人之愛，是一種摒棄私慾的愛。子女對父母的愛為「孝」，父母對子女的愛為「慈」，兄弟姊妹之間的愛為「悌」。
而墨子則發展出與儒家的戀概念相對的愛的概念。愛在墨家學說裡為兼愛之意，即愛無等差，對眾生皆持對等的愛。浪費與攻伐對愛則不利。雖然墨子的想法亦有一定影響力，但儒家的戀仍是大部份中國人對愛的概念。
感情指兩人之間的感覺。兩人會以建立良好感情來表達對對方的愛，如互相幫助。而且可以對萬物存有感情，不只限於人。
緣份是指兩人間命運的關連。俗語說：有緣千里能相聚，無緣對面不相識。
「早恋」一詞是在中國大陸当代常用的概念，指的是少年 、童年时发生的青春期戀愛，或者对某异性產生興趣，包括年少情侶以及儿童間的迷戀（跟英文的「Crush」这一概念有关）。这概念反映当代中国文化 、社会上的其中一個观点：未成年人基于学习的必要，不应该谈恋爱，否则可能會干擾學習，对他们的前途和出息有負面影響。當地报章和其他傳媒也會报道青春期戀愛这现象对学生的危险，与家长對此的憂慮。有分析將社會衍生此概念之原因，歸納到当代中国應試教育制度的极大竞争性。
在中国文化中，亦有博愛的观点，其发源可见孙中山的政治主张。
香港中文大學政治及行政系副教授周保松認為，沒有愛的人生難言美好；在愛之中我們體會到付出、信任、關懷、尊重、忠誠、犧牲與互相扶持:35。

### 日本文化
在日本佛教裡，愛意味著關懷、熱情與基本渴望。其可發展為自私或無私與教化兩方面。
在日語裡指撒嬌，是日本人撫養子女的文化。日本母親通常會緊抱與縱容其子女，其子女則會通由依賴與孝順來回報其母親。土居健郎等社會學家認為日本人在長大後的社交手法很大程度建基於童年時對母親撒嬌的手法。
在日語語言學裡，最常見與愛相關的兩個字為愛與恋。通常非浪漫之愛均以前者表示，而浪漫之愛則以後者表示。父母之愛則稱為，而與人相戀則稱為恋する。當然亦有特例，「愛人」一詞解為相愛之人並暗示為非法的關係，通常表示為婚外情，反之戀人則有男朋友、女朋友或伴侶的含意。
在每天的交談裡，愛與恋卻較少用到，反之以或來表示我愛你的人較多，例如日本人會說來表示我喜歡你。解為喜好，亦可以用作表示對食物、音樂或其他事件的愛好，就如解為喜歡壽司，其暗示愛，但沒有淡化其情感。

### 希臘文化
希臘語裡將愛此字用作數個不同的感官裡，如古希臘語裡的「philia」、「eros」、「agape」、「storge」與「xenia」。然而，希臘語與其他語言一樣，均是難以徹底分開這些字的含意。在古希臘語的聖經裡，「agapo」這個動詞與「phileo」有著同一解釋。
「Agapē」 （ἀγάπη agápē） 在現代希臘語裡解為愛，而「s'agapo」這詞句解為我愛你，「agapo」這字解為我愛。其主要指純愛，而非事物外表吸引而產生的愛（eros）。然而，有時「agape」會與「eros」同義，其亦有時亦會譯為精神上的愛。
「Eros」（ἔρως érōs） 解為性愛與激情，追求感官的享受與擁有。希臘語 erota 解為沐浴在愛河裡。柏拉圖將定義淨化，雖然eros為人最初的感覺，但其卻可成為鑑賞一個人擁有的美麗的根據。Eros幫助大腦記起何謂美麗，並使人明白到崇高的事實。愛人們與哲學家們均以eros來尋求真相。其有時亦會譯為肉體上的愛。
「Philia」 （φιλία「philía」）在現代希臘語裡解為友誼，為冷靜且高尚的愛。亞里士多德在《尼各馬可倫理學》加以闡述。其包括了對朋友、家庭與社群的忠誠，並需要善良、平等與友善。Philia會因為現實原因而增進，使雙方均可由其關係裡得益。
「Storge」 （στοργή「storgē」） 在現代希臘語裡解為家庭之愛，即父母對子女的愛。
「Xenia」 （ξενία「philoxenía」）在現代希臘語裡解為殷勤，而在古代希臘則是極重要的習俗。這是主人對賓客的儀式化禮節，即使該賓客是陌生人。主人為賓客提供飲食與住宿，但所求的只是賓客的感謝而已。由希臘神話裡可看出這習俗的重要桯度，特別是荷馬的伊里亞德與奧德賽兩首史詩。

### 拉丁文化
在拉丁文裡有著數個不同的詞匯對應中文裡的愛。
「Amare」 是愛的基本動詞，而且仍在今日的義大利使用，羅馬人使用其作愛護或進行性愛之意。「amans」解為愛人，為情慾的附屬觀念，而「amica」則解為女朋友，但很多時亦解為妓女。其對應名詞「amor」則解為愛的事務或共赴巫山。而由此亦生成了「amicus」、「friend」與「amicitia」、「friendship」等在人際關係用詞，解為感激或影響。西賽羅寫了一篇名為友情（「de Amicitia」）的論文，討論了與此相關的概念。奧維德寫了一篇名為愛的藝術（「Ars Amatoria」）的指導文章，由婚外情至父母對子女的溺愛各方面皆有深刻描述。
在拉丁文口語裡，「amare」亦解為喜歡，而「placere」或「delectare」這兩個書面語裡解為喜歡的字則較常在卡圖盧斯的愛情詩句裡使用。
「Diligere」：解為尊重，較少在浪漫之愛裡使用。這個字可以通常用以形容兩個男性之間的友誼。其對應的名詞為「diligentia」，然而其有著努力、細心之意，與其動詞形態只有少量意義重疊。
「Observare」：為「diligere」的同義字，其對應的名詞「observantia」亦解為尊重或影響。
「Caritas」：在拉丁文聖經裡解為慈愛，但在古典羅馬非基督教文學裡卻無此解。因為其由希臘文字演變而得，所以並沒有對應的動詞。

## 宗教觀點
宗教對於愛是否與人際間的愛相類，在哲學上是一個大論題。宗教的愛可能被當為委婉，作為尊敬與順從的表達。很多宗教使用愛這個字來表達信徒對該宗教應有的虔誠，這種愛可以藉由禱告、服務、良好品行與個人犧性表現。相對地，信徒可能會相信神愛信徒與所有生命。部份傳統宗教鼓勵信徒對其宗教信仰要顯得熱誠，作為愛的表現。

### 佛教
在佛教裡，「慾愛」（तृष्णा）是感官與慾望的愛，其為通往開悟的阻礙，因為其有著自私性質。
「悲無量心」是憐憫與仁慈之心（慈悲），以減少他人痛苦。其與智慧（प्रज्ञापारमिता）互補，是通往開悟的必要條件。
「無瞋」與「慈」為仁愛。這種愛無條件限制，並需要具有自我接受的能力。其與平常只管吸引與性的愛不同，其著重無私心存在。所以其在佛教裡解為超然與無私。
在佛教裡，菩薩亦會自我超越，以脫離世俗的苦難。其有著無私的愛，以拯救世人。
《證嚴法師》 認為 ：愛不是口號，要身體力行。               ----《證嚴法師》靜思語集錦22

### 基督教
在基督教《圣经》裡有著數個希臘语词解作“愛”。
- 聖愛（ἀγάπη）——在《新約聖經》裡，聖愛解為仁慈、無私、利他與無條件的愛。其為神（或稱上帝、天主）創造萬物裡的父愛，顯示神愛世人，亦被認為是基督徒對其他人應有的愛。
- 友愛（φιλία）——在《新約聖經》裡，友愛是人們喜悅之情，亦被解為手足之情。
- 此外兩個用於表達愛的希臘文字——性愛（ἔρως）與家庭之愛（στοργή）卻從未在《新約聖經》出現。

C·S·刘易斯，一位有影響力的基督教神學家，寫了一本書名為《四種愛》。
在聖經裡耶穌說最大的戒律為「你要盡心、盡性、盡意、盡力、愛主你的神。」因為這是第一要緊的，而「其次、就是說、要愛人如己。」（神最偉大的兩條戒律，參看《马可福音》第12章第28-34节）。聖奧古斯丁將此總結為盡您所能去愛天主。保羅在《哥林多前书》第13章裡稱讚仁愛為人類最重要的美德，他認為：
|                                         | 愛是恆久忍耐、又有恩慈，愛是不嫉妒，愛是不自誇、不張狂。不作害羞的事，不求自己的益處，不輕易發怒，不計算人的惡。不喜歡不義，只喜歡真理。凡事包容、凡事相信、凡事盼望、凡事忍耐。愛是永不止息，先知講道之能、終必歸於無有；說方言之能、終必停止、知識也終必歸於無有。 |
| ——《哥林多前书》第13章第4-8节（和合本） | |

|                                         | 愛是含忍的，愛是慈祥的，愛不嫉妒，不誇張，不自大，不作無禮的事，不求己益，不動怒，不圖謀惡事，不以不義為樂，卻與真理同樂：凡事包容，凡事相信，凡事盼望，凡事忍耐。愛永存不朽，而先知之恩，終必消失；語言之恩，終必停止；知識之恩，終必消逝。 |
| ——《格林多前书》第13章第4-8节（思高本） | |

（Love is patient and kind; love does not envy or boast; it is not arrogant or rude. It does not insist on its own way; it is not irritable or resentful;it does not rejoice at wrongdoing, but rejoices with the truth.Love bears all things, believes all things, hopes all things, endures all things.Love never ends. As for prophecies, they will pass away; as for tongues, they will cease; as for knowledge, it will pass away.）
基督徒相信神對世人充滿仁愛，並為世人犧牲其兒子。使徒约翰寫道：
|                                        | 神愛世人，甚至將他的獨生子賜給他們，叫一切信他的，不至滅亡，反得永生。因為神差他的兒子降世，不是要定世人的罪（或作審判世人），乃是要叫世人因他得救。 |
| ——《约翰福音》第3章第16-17节（和合本） | |

|                                        | 天主竟這樣愛了世界，甚至賜下了自己的獨生子，使凡信他的人不至喪亡，反而獲得永生，因為天主沒有派遣子到世界上來審判世界，而是為叫世界藉着他而獲救。 |
| ——《若望福音》第3章第16-17节（思高本） | |

很多基督教神學家將神視為愛的根源。
|                                    | 沒有愛心的，就不認識神。因爲神就是愛。 |
| ——《约翰一书》第4章第8节（和合本） |                                        |

|                                    | 那不愛的，也不認識天主，因為天主是愛。 |
| ——《若望一书》第4章第8节（思高本） |                                        |

神就是愛，但愛不是神，而愛僅能是神的一項特質。
神賦予人愛的能力，而神對人的愛有兩種關係讓人們藉以體會與比擬：
- 父對子的親情關係：恆忍的教育與啟發引導。
- 未婚夫對未婚妻的愛情關係：準備新房諭示未來的美好。

但實際上神對人的愛遠超出上兩種關係，基於愛，神冒險將自由意志放進人裡面，並願以死付代價挽回對方的背叛，要以此顯明神恆久的愛供應人心並且分賜給更多的人(夫妻、親人、朋友、外人、仇敵)。
|                                        | 你们听见有话说：“当爱你的邻舍，恨你的仇敌。”只是我告诉你们，要爱你们的仇敌，为那逼迫你们的祷告。这样就可以作你们天父的儿子；因为他叫日头照好人，也照歹人；降雨给义人，也给不义的人。你们若单爱那爱你们的人，有什么赏赐呢？就是税吏不也是这样行吗？你们若单请你弟兄的安，比人有什么长处呢？就是外邦人不也是这样行吗？所以，你们要完全，像你们的天父完全一样。 |
| ——《马太福音》第5章第43-48节（和合本） | |

|                                        | 你們一向聽說過：『你應愛你的近人，恨你的仇人！』我卻對你們說：你們當愛你們的仇人，當為迫害你們的人祈禱，好使你們成為你們在天之父的子女，因為他使太陽上升，光照惡人，也光照善人；降雨給義人，也給不義的人。你們若只愛那愛你們的人，你們還有什麼賞報呢？稅吏不是也這樣作嗎？你們若只問候你們的弟兄，你們作了什麼特別的呢？外邦人不是也這樣作嗎？所以你們應當是成全的，如同你們的天父是成全的一樣。」 |
| ——《瑪竇福音》第5章第43-48节（思高本） | |

### 印度教
在印度教裡，欲樂（काम）為喜悅與情慾的愛。
與「欲樂」相對的是「prema」或「prem」解為崇高的愛。
慈悲(करुणा)是憐憫之愛，是為了減少其他人的苦難而產生的。
奉爱（भक्ति）為印度教梵文，解為虔愛超越的神。做到這功夫的人被稱為「bhakta」。印度教作家、神學家與哲學家將bhakti分為九種不同的虔愛方法。而由佚名作者所著的《納茹阿達－巴克提－蘇陀》則將愛分為十一種。

### 伊斯蘭教
伊斯蘭教信徒視所有相信真主的人為手足，對其充滿友愛。雖然沒有特定參考資料指其真主愛世人，但在真主的九十九種名稱裡，則有「Al-Wadud」這名字，即充滿愛的，在《古蘭經》11:90章與85:14章裡提到。其認為真主是充滿慈愛的。
「Ishq」，在伊斯蘭教裡神的愛，為蘇菲主義所強調。蘇菲相信愛是神本體對世界的投射。因為世上萬事萬物皆是神的倒影，所以即使外表醜陋，內在亦存在良善的部份，因此以蘇菲主義為辦學宗旨的學校會訓練學生由外表醜陋的東西裡看出美麗。蘇菲主義裡的神會愛人、被愛與受到愛戴。普遍認為蘇菲主義是為了通由愛人而使人回復本來良善的特性。

### 猶太教
在希伯來語裡，「Ahava」為最常用的代表人際間的愛與神的愛的詞匯。其他相關但不相似的詞匯有 「Chen」（Mercy，慈悲）與「Chesed」，其合併了慈愛與憐憫兩個意義。
猶太教的愛定義廣闊，涵蓋了人際間的愛與神和人之間的愛。對於前者，摩西五經裡寫道，「愛人如己」（利未記 19:18）。對於後者，摩西五經裡提出人類應該「要盡心、盡性、盡力、愛耶和華你的神。」（申命記 6:5）。
對於夫婦之間的愛，其認為是生活必須的組合成份之一：「當同你所愛的妻、快活度日。」（傳道書 9:9）。聖經典故裡的雅歌表面上為情歌，實際上是隱喻神與世人間之愛。
二十世紀的猶太教學者迪斯薩（Eliyahu Eliezer Dessler）提出愛是無私的奉獻，不會計較回報。而浪漫之愛「per se」在猶太文學裡則只有少量回響，這可能因為中世紀的猶太教學者犹大·哈列维在其年青時代以阿拉伯文編寫了數首浪漫詩句（其後其顯得甚為後悔）。

### 愛的神話
很多文化將愛神格化，並以男與女的形態顯現，這裡列出不同神話裡的愛神。
- 安妮（Áine）——愛爾蘭神話裡象徵生育與激情之女神
- 阿莫爾（Amor）或丘比特（Cupid）——羅馬神話裡象徵激情之神。
- 安格斯(Aonghus或Aengus)— 愛爾蘭神話裡象徵美麗、年輕與肉慾之愛的神
- 愛芙羅黛蒂（Aphrodite）——希臘神話裡象徵美麗與激情的女神
- 阿斯塔蒂（Astarte）——迦南神話裡象徵愛的女神
- 厄洛斯（Eros）——希臘神話裡象徵激情之神
- 弗蕾亚（Freya）——挪威神話裡愛與春天女神
- 伊南娜（Inanna）——蘇美神話裡象徵愛與戰爭的女神
- 伊絲塔（Ishtar）——巴比倫神話裡象徵愛與戰爭的女神
- 伽摩（Kama）——印度教神話裡的象徵肉慾的神。
- 拉提（Rati）——印度教神話裡象徵激情的女神
- 維納斯（Venus）——羅馬神話裡象徵美麗與激情的女神
- 花神（Xochipilli）——阿茲提克神話裡的神
- 安忒亞（Antheia）——克里特神話裡象徵愛、花朵、園林與沼澤的神。

### 神學觀點
即使在一神教裡，神亦是愛的象徵，此外，亦經常有如天使或相似的東西象徵愛。
- 漢尼爾（Haniel）——維納斯所派的天使，亦是厄洛斯所派的天使。
- 拉斐爾（Raphael）——在希臘神話裡是純愛的天使。
- 彌爾（英语：Mihr (Armenian deity)）（Mihr）——波斯神話裡的愛的天使。

### 出处
1. ↑  Roget's Thesaurus (1998) p. 592 and p. 639
2. ↑  . merriam-webster.com.   [14 December 2011]. （原始内容存档于12 January 2012）.
3. ↑  爱本身就包括了执念。
藝術與建築索引典—愛 的存檔，存档日期2011-11-19. 於2011年4月11日查閱
4. ↑  Thomas Jay Oord
5. ↑  True Love （页面存档备份，存于）,  L. Slater, in National Geographic Magazine 2006 Retrieved 22 May  2009
6. ↑  .   [2023-06-12]. （原始内容存档于2023-06-12）.
7. ↑   增訂版. 中文大學出版社. 2015.
8. ↑    - 《證嚴法師》靜思語集錦22（[http:// www.fodizi.tw/qt/zhengyanfashi/1210.html]）

### 书籍
- Roger Allen - Hillar Kilpatrick, and Ed de Moor, eds. Love and Sexuality in Modern Arabic Literature - London: Saqi Books, 1995.
- Shadi Bartsch and Thomas Bartscherer, eds - Erotikon: Essays on Eros, Ancient and Modern - Chicago: University of Chicago Press - 2005
- Helen Fisher - Why We Love: the Nature and Chemistry of Romantic Love
- Thomas Jay Oord, Science of Love: The Wisdom of Well-Being. Philadelphia: Templeton Foundation Press - 2004.
- R. J. Sternberg - A triangular theory of love - 1986. Psychological Review, 93, 119–135
- R. J. Sternberg. Liking versus loving: A comparative evaluation of theories - 1987. Psychological Bulletin, 102, 331–345
- Dorothy Tennov - Love and Limerence: the Experience of Being in Love - New York: Stein and Day - 1979 - ISBN 0-8128-6134-5
- Dorothy Tennov - A Scientist Looks at Romantic Love and Calls It "Limerence": The Collected Works of Dorothy Tennov - Greenwich, CT: The Great American Publishing Society （GR.AM.P.S.） -  （页面存档备份，存于）
- Wood, Wood and Boyd - The World of Psychology - 5th edition. 2005 - Pearson Education - p.402, p.403
- Lovely, Sally - How to Find your Life Partner - 2012 - Mask Press Oxford

## 外部連結
- 男歡女愛心理學（中文）
- 愛的科學（英文）
- 猶太教裡的愛（英文）
- 著名愛的引言（英文）
- 使用浪漫之愛去維繫一段關係（英文）